# Saotis mirabilis
Saotis mirabilis là một loài tò vò trong họ Ichneumonidae.